# Claude Vanstenagen
Claude Vanstenagen   (Bertrix, 3 de febrer de 1940) és un antic pilot de trial belga. A començament dels anys 60 va ser un dels pioners d'aquest esport a Bèlgica i al continent europeu, on es començava a escampar després de dècades de practicar-se només a les Illes Britàniques. L'any 1963 va guanyar l'edició prèvia de la Challenge Henry Groutards, reservada a seleccions estatals, juntament amb Jean-Luc Colson i René Lageot. A partir de 1964 la Challenge Henry Groutards adoptà el format de campionat individual, passant a anomenar-se al cap de pocs anys Campionat d'Europa de trial, i Vanstenagen en fou un dels primers competidors destacats. A banda, va guanyar el Campionat de Bèlgica de trial set anys (1963, 1964 i 1966 a 1970).
A més del trial, Vanstenagen va practicar altres disciplines com ara l'enduro, formant part sovint de la selecció belga als Sis Dies Internacionals d'Enduro.

## Palmarès
| Any          | Motocicleta  | Campionat d'Europa | Campionat de Bèlgica |
| ------------ | ------------ | ------------------ | -------------------- |
| 1963         | Greeves      | -                  | 1r                   |
| 1964         | Greeves      | 4t                 | 1r                   |
| 1965         | Greeves      | 9è                 |                      |
| 1966         | Greeves      | 16è                | 1r                   |
| 1967         | Greeves      | 11è                | 1r                   |
| 1968         | Greeves      | -                  | 1r                   |
| 1969         | Greeves      | 7è                 | 1r                   |
| 1970         | Bultaco      | -                  | 1r                   |
| 1971         | Bultaco      | -                  |                      |
| 1972         | Bultaco      | -                  |                      |
| Total títols | Total títols | 0                  | 7                    |

Notes
1. ↑  Fins al 1967 el campionat s'anomenà "Challenge Henry Groutards" i a partir de 1968 va passar a anomenar-se Campionat d'Europa
2. ↑  Al total de títols s'hi compten tots els campionats estatals o internacionals guanyats